# Benjamin Wess
Benjamin Wess, född den 28 juli 1985 i Moers, Tyskland, är en tysk landhockeyspelare.
Han tog OS-guld i herrarnas landhockeyturnering i samband med de olympiska landhockeytävlingarna 2008 i Peking.
Han tog OS-guld igen i samma gren i samband med de olympiska landhockeytävlingarna 2012 i London.